# Кордюкова, Елена Вениаминовна
Еле́на Вениами́новна Кордюко́ва (род. 17 февраля 1979) — жительница Асбеста, которая была осуждена за убийство двух своих детей и покушение на убийство третьего путём отравления. Её дело вызвало неоднозначную реакцию в обществе.

## Биография
Елена Кордюкова подозревалась в том, что в течение 10 лет, с 2005 по 2015 годы, отравила трёх своих детей и пыталась отравить четвёртого, а ранее таким же образом убила собственную мать. Все дети Кордюковой рождались с генетическими отклонениями, и по версии следствия, Кордюкова убила своих детей, чтобы не возиться с ними.
Расследование в отношении Елены Кордюковой вызвало большой резонанс. Делу Кордюковой, начиная с 2016 года, было посвящено множество публикаций и телерепортажей. Уже на стадии предварительного следствия, многие знакомые Кордюковой открыто выражали сомнения в её виновности (хотя факт того, что семья неблагополучная, не отрицался). Супруг Кордюковой, Андрей, всячески отрицал виновность своей жены и обвинял следствие в давлении.
Кордюкова была обвинена в убийстве двух своих детей и покушении на убийство третьего (обвинение в убийстве матери и ещё одного ребёнка не предъявлялись из-за отсутствия улик). В декабре 2017 года Елена Кордюкова была приговорена к 18,5 годам лишения свободы (прокурор просил 20 лет).